# Korżi (obwód sumski)
Korżi (ukr. Коржі) – wieś na Ukrainie, w obwodzie sumskim, w rejonie romeńskim, w hromadzie Romny. W 2001 liczyła 831 mieszkańców.